# Ligia
Genre
Ligia est un genre de crustacés isopodes de la famille des Ligiidae.

## Liste des espèces
Selon Catalogue of Life (17 février 2021) :
- Ligia australiensis
- Ligia baudiniana
- Ligia boninensis
- Ligia cinerascens
- Ligia curvata
- Ligia daitoensis
- Ligia dentipes
- Ligia dilatata
- Ligia dioscorides
- Ligia exotica
- Ligia ferrarai
- Ligia filicornis
- Ligia glabrata
- Ligia gracilipes
- Ligia hachijoensis
- Ligia hawaiensis
- Ligia italica
- Ligia latissima
- Ligia litigiosa
- Ligia malleata
- Ligia miyakensis
- Ligia natalensis
- Ligia novizealandiae
- Ligia occidentalis
- Ligia oceanica
- Ligia pallasii
- Ligia pallida
- Ligia perkinsi
- Ligia persica
- Ligia philoscoides
- Ligia pigmentata
- Ligia platycephala
- Ligia rugosa
- Ligia ryukyuensis
- Ligia saipanensis
- Ligia shinjiensis
- Ligia simoni
- Ligia taiwanensis
- Ligia torrenticola
- Ligia vitiensis
- Ligia yamanishii
- Ligia yemenica